# (69159) Ivanking
(69159) Ivanking es un asteroide perteneciente al cinturón de asteroides, descubierto el 7 de mayo de 2003 por el equipo del Catalina Sky Survey situado en la sierra de Santa Catalina, Arizona, Estados Unidos.

## Designación y nombre
Designado provisionalmente como 2003 JE16. Fue nombrado en honor de Ivan R. King (1927-2021) quien fue un destacado astrónomo que trabajaba principalmente en el estudio de los cúmulos globulares. Es conocido por una familia de modelos dinámicos que llevan su nombre. Ha recibido numerosos honores y distinciones profesionales, incluida la presidencia de la American Astronomical Society.

## Características orbitales
Ivanking está situado a una distancia media del Sol de 2,646 ua, pudiendo alejarse hasta 3,249 ua y acercarse hasta 2,043 ua. Su excentricidad es 0,228 y la inclinación orbital 14,550 grados. Emplea 1571,88 días en completar una órbita alrededor del Sol.
Los próximos acercamientos a la órbita de Júpiter ocurrirán el 16 de septiembre de 2048, el 6 de diciembre de 2095 y el 21 de febrero de 2143.

## Características físicas
La magnitud absoluta de Ivanking es 15,76.  